# الدوري الفنزويلي الممتاز 2016
الدوري الفنزويلي الممتاز 2016 (بالإسبانية: Primera División de Venezuela 2016)‏ هو الموسم 97 من الدوري الفنزويلي الممتاز. كان عدد الأندية المشاركة فيه 20، وفاز فيه نادي زامورا.